# Carole and Tuesday
Carole and Tuesday (キャロル&チューズデイ, Kyaroru and Chūzudei) est une série d'animation japonaise en 24 épisodes réalisée par Bones en commémoration du 20e anniversaire du studio d'animation, diffusée à partir du 10 avril 2019-juillet 2020.
Une adaptation en manga par Morito Yamataka est publiée depuis le Modèle:Date 2 mai 2019-juillet 2020.

## Synopsis
L'histoire se passe environ 50 ans après que l'humanité a commencé sa migration en direction de Mars. Il s'agit d'une époque où la plupart des œuvres artistiques sont produites par intelligence artificielle et les martiens se contentent d'en être des consommateurs passifs.
Les personnages principaux sont deux jeunes femmes très différentes du reste de la population : Carole, une orpheline, musicienne et travaillant à mi-temps dans la métropole d'Alba et Tuesday, issue d'une famille riche venant de la province de Herschel, qui rêve de devenir musicienne, mais se sent isolée dans sa famille qui ne la comprend pas.
Un jour, ces deux filles se rencontrent et décident de changer le monde de la musique, en composant elles-mêmes leurs chansons. Elles ne vont pouvoir créer qu'une petite vague dans cette société, mais cette vague pourrait se transformer en quelque chose de plus grand.

## Personnages

### Personnages principaux
Carole Stanley (キャロル, Kyaroru)
Voix japonaise : Miyuri Shimabukuro (voix), Nai Br.XX (chant),, voix française : Kelly Marot
Une orpheline qui se produit dans la rue en plus de deux emplois à temps partiel, desquels elle est constamment renvoyée. Elle joue du clavier.
Tuesday Simmons (チューズデイ, Chūzudei)
Voix japonaise : Kana Ichinose (voix), Celeina Ann (chant),, voix française : Claire Baradat
Une jeune fille riche qui a fugué de chez elle pour vivre sa passion de la musique dans la grande ville d'Alba. Elle y rencontre Carole qui devient rapidement son amie. Elle joue de la guitare.
Angela Carpenter (アンジェラ, Anjera)
Voix japonaise : Sumire Uesaka (voix), Alisa (chant),, voix française : Valérie Bachère
Un mannequin célèbre qui travaille avec son producteur, Tao, afin d'être reconnue comme chanteuse.
Gus Goldman (ガス, Gasu)
Voix japonaise : Akio Ōtsuka,, voix française : Stéphane Bazin
Soi-disant ancien grand imprésario, Gus découvre Carole et Tuesday et, enthousiasmé par les deux jeunes femmes, il décide de les aider à devenir célèbres.
Tao (タオ, Tao)
Voix japonaise : Hiroshi Kamiya,, voix française : Tony Marot
Producteur musical responsable d'un nombre record de hits musicaux.
Roddy (ロディ, Rodi)
Voix japonaise : Miyu Irino,, voix française : Brice Ournac
Une connaissance de Gus qui a découvert Carole et Tuesday lors de leur premier concert live.
Dahlia Carpenter (ダリア)
Voix japonaise : Kenyu Horiuchi,, voix française : Frédéric Souterelle
Agent et parent d'Angela, qui présente les caractéristiques des deux sexes en raison de l'influence de l'environnement martien.

### Artistes
Johnny Ertegun (アーティガン, Ātigan)
Voix japonaise : Mamoru Miyano,, voix française : Julien Allouf
Un DJ populaire avec une attitude arrogante.
Crystal (クリスタル, Kurisutaru)
Voix japonaise : Maaya Sakamoto (voix), Lauren Dyson (chant),, voix française : Garance Thenault
Populaire et talentueuse, Crystal est la reine de la scène musicale martienne. Elle dispose sur Mars du record du nombre de vues en streaming. Ses concerts lives reçoivent aussi un accueil critique très positif, ainsi que ses prestations pendant la mi-temps du Mars Bowl de '46 et le Festival de Cydonia en '48, considérées comme l'une des meilleures de l'histoire de ces évènements Récemment, elle s'est impliquée dans des activités caritatives.
Skip (スキップ, Sukippu)
Voix japonaise : Hiroki Yasumoto,, voix française : Gilles Morvan
Un artiste talentueux réputé chez les connaisseurs. Bien qu'étant peu connu du grand public, il possède de nombreux fans et est particulièrement reconnu dans les cercles de musiciens, de critiques et de mélomanes.
Joshua (ヨシュア, Yoshua)
Voix japonaise : Yūki Kaji
Chanteur du groupe Omega.
Amer (Ezekiel) ami d'enfance de Carole il est rappeur et essai de devenir un peu plus autonome et vorace mais cela va changer grâce à Carole (il va lui dédier une chanson qui va lui dévoiler l'amour qu'amer lui porte.

### Autres
Valerie Simmons (ヴァレリー, Varerī)
Voix japonaise : Tomoko Miyadera,, voix française : Sylvie Genty
La mère de Tuesday, gouverneur de la province de Hershall.
Spencer Simmons (スペンサー, Supensā)
Voix japonaise : Takahiro Sakurai,, voix française : Vincent Bonnasseau
Le frère de Tuesday.
Katy Kimura (木村ケイティ, Kimura Keiti)
Voix japonaise : Nao Tōyama, voix française : Clara Soares
Le manager d'Angela

## Série d'animation
L'anime, produit par le studio Bones, est réalisé par Motonobu Hori et écrit par Aya Watanabe, Shinichirō Watanabe en étant le réalisateur en chef,. Eisaku Kubonouchi et Tsunenori Saito en sont les Character designers.
La musique est composée par Mocky principalement, mais aussi par de nombreux autres artistes tels que Flying Lotus, Thundercat et Taku Takahashi, entre autres. La série est diffusée pour la première fois le 10 avril 2019 sur la chaîne de télévision japonaise Fuji TV, ainsi qu'à l'international sur Netflix,. Le thème musical de l'opening est "Kiss Me" chanté par Nai Br. XX et Celeina Ann (en). La série commémore le 20e anniversaire de Bones et le 10e anniversaire de Flying Dog.

## Manga
La série d'animation est adaptée en manga par Morito Yamataka. Elle est prépubliée dans le magazine seinen Young Ace de l'éditeur Kadokawa Future Publishing à partir du 2 mai 2019 et se conclut avec son seizième chapitre au mois de juillet 2020,.